# PZL.13
PZL.13 (PZL-13) – projekt polskiego sześciomiejscowego samolotu pasażerskiego zaprojektowanego w 1931 roku przez inż. Stanisława Praussa w Państwowych Zakładach Lotniczych w Warszawie.

## Historia
W drugiej połowie 1930 roku na zamówienie Ministerstwa Komunikacji inż. Stanisław Prauss rozpoczął prace projektowe nad sześciomiejscowym samolotem pasażerskim. 
Według projektu miał to być sześciomiejscowy metalowy dolnopłat pasażerski z silnikiem Pratt-Whitney Wasp o mocy 420 KM. Projekt ten oznaczono jako PZL-13. Jednak już na wiosnę 1931 roku Ministerstwo Komunikacji zrezygnowało z tego zamówienia i nie podjęto dalszych prac nad tym projektem. I samolot PZL-13 pozostał w fazie projektu.
Prace projektowe zostały natomiast wykorzystane przy projektowaniu samolotu PZL.23 „Karaś”.

## Użycie w lotnictwie
Samolot PZL.13 nie został zbudowany.